# Tiquadra lichenea
Tiquadra lichenea is een vlinder uit de familie echte motten (Tineidae). De wetenschappelijke naam van deze soort is voor het eerst geldig gepubliceerd in 1897 door Walsingham.
De soort komt voor in tropisch Afrika.